# Oleg Pashinin
Oleg Pashinin (* 12. September 1974 in Moskau) ist ein ehemaliger usbekischer Fußballspieler.

## Karriere

### Verein
Pashinin begann seine Karriere bei Lokomotive Moskau, wo er von 1992 bis 2007 spielte. 2001 wurde er an Sanfrecce Hiroshima ausgeliehen. Er trug 2002 und 2004 zum Gewinn der Premjer-Liga bei. 2007 beendete er seine Spielerkarriere.

### Nationalmannschaft
Im Jahr 2001 debütierte Pashinin für die usbekische Fußballnationalmannschaft. Er hat insgesamt 12 Länderspiele für Usbekistan bestritten.

## Errungene Titel
- Premjer-Liga: 2002, 2004